# Kleinheisler László
Kleinheisler László (ejtsd: s, vagyis /klejnhejʃler/ – Kazincbarcika, 1994. április 8. –) magyar válogatott labdarúgó.

## Pályafutása

### Klubcsapatokban

#### Videoton
2013 júniusában 3+1 éves szerződést írt alá a Videoton FC csapatával.

#### Werder Bremen
Kleinheisler 2016. január 20-án 3 éves szerződést kötött a német élvonalbeli labdarúgó-bajnokságban szereplő Werder Bremennel, ahol a 6-os számú mezt kapta. Január 30-án mutatkozott be új csapatában, a Hertha BSC elleni bajnokin a 63. percben állt be csereként. A következő fordulóban, a Borussia Mönchengladbach ellen a kezdőcsapatban kapott helyet.

#### Darmstadt
A 2016-17-es idényre a brémaiak kölcsönadták a szintén első osztályú SV Darmstadt 98 csapatának. Új csapatában tétmérkőzésen a Bremer SV ellen 7–0 arányban megnyert kupamérkőzésen mutatkozott be augusztus 21-én. A 2016-2017-es Bundesliga idény első fordulójában az 1. FC Köln ellen debütált, és hamar meghatározó tagjává vált csapatának. Első gólját a nyolcadik fordulóban szerezte a Wolfsburg ellen 3–1-re megnyert bajnokin.

#### Ferencváros
2017. január 22-én a Ferencváros hivatalosan is bejelentette, hogy az idény végéig kölcsönvette Kleinheislert a Werdertől. Első tétmérkőzését zöld-fehérben a Budapest Honvéd elleni kupamérkőzés alkalmával játszotta február 11-én. Kezdőként 80 percet játszott, csapata 2-1-es győzelmet aratott. A 2016–2017-es szezonban a kupagyőztes és a bajnokságban 4. helyen végzett csapat tagja volt.

#### Asztana
2017 júniusában a kazah élvonalbeli labdarúgó-bajnokságban szereplő Asztana FK hivatalosan bejelentette, hogy kölcsönvette Kleinheisler Lászlót a Werder Brementől. 2017. július 6-án debütált a kazah csapatban, a Kajszar Kizilorda ellen 2–0-ra megnyert bajnokin kezdőként 75 percet játszott. Július 12-én, a Spartaks Jūrmala ellen 1–0-s győzelmet hozó selejtező mérkőzésen bemutatkozott a legrangosabb klubsorozatban is. Kezdőként 75 percet játszott a lett csapat ellen. A visszavágón (1–1) szintén 75 perc jutott a magyar légiósnak. A következő BL-fordulóban 80 percet játszott kezdőként a lengyel Legia Warszawa ellen 3–1-re megnyert mérkőzésen, ahol gólpasszt adott az első gólt szerző Kabangának. A visszavágón végig játszott, ahol ugyan 1–0-ra az Asztana elvesztette a mérkőzést, de összesítésben 3–2-vel továbbjutott a következő selejtező fordulóba Ott már a Celtic FC erősebbnek bizonyult és 8-4-es összesítéssel feljutott a főtáblára, de a kazah csapat így is folytathatta szereplését az Európa-liga csoportkörében. Kleinheisler a skótok elleni visszavágó 13. percében térdsérülést szenvedett. Augusztus 29-én az Asztana végleg megvette a Werdertől a magyar középpályást. A 2017-es idényben a kazah bajnokcsapat tagja.
2018. március 4-én kezdőként 80 percet játszott az Elek Ákossal felálló Kajrat ellen a Szuperkupáért vívott találkozón. Csapata 3–0-ra győzött.
2018. július 24-én megszerezte első góljait kazah klubjában, az ő duplájával az Asztana 2–1-re legyőzte hazai pályán a Midtjyllandot a labdarúgó Bajnokok Ligája második selejtezőkörének első mérkőzésén. Csapata szurkolói őt választották július hónap játékosának.
2018. augusztus 30-án a vele felálló Asztana tizenegyespárbajban búcsúztatta a Sallai Rolandot foglalkoztató ciprusi APÓEL csapatát a labdarúgó Európa-liga selejtezőjének playoffkörében, így a kazah együttes jutott be a csoportkörbe.
A 2018-es idényben – az előző évhez hasonlóan – a kazah bajnokcsapat tagja. Az idény végén az InStat mutatói alapján bekerült a kazah élvonal 2018-as álomcsapatába, itt a hetedik legjobb átlagosztályzatot érte el: 234 pontos teljesítményével. Védekezésben és támadásban egyaránt hasznos volt, számos labdát szerzett, és remek indításai, kulcspasszai voltak. A bajnokság során hétszer szerepelt a forduló legjobbjai között az InStat szerint. A kazah klub szurkolói 2019. január 15-én beválasztották a 2009-ben alapított egyesület álomcsapatába.

#### Osijek
2019 januárjában - annak ellenére hogy magyar sajtóértesülések szerint az orosz Zenyit is érdeklődött iránta - a horvát élvonalban szereplő NK Osijek játékosa lett. Bombagóllal mutatkozott be új csapatában: a második félidőben lépett pályára, majd a 76. percben ő állította be a 6–0-s végeredményt a szlovén első osztályú ND Gorica elleni felkészülési mérkőzésen. Március 10-én mutatkozott be tétmérkőzésen is az eszéki csapatban, a Lokomotiva Zagreb elleni 1–1-es bajnokit végigjátszotta. A bajnokság 27. fordulójában az Inter Zapresice ellen csapatkapitányként lépett pályára és gólpasszt adott a 3–1-re megnyert mérkőzésen. 2019. április 8-án őt választották meg a Hajduk Split elleni horvát bajnoki rangadó (0–0) legjobb eszéki labdarúgójának az NK Osijek honlapján indított szavazáson. A hatodik meccsén megszerezte első gólját az NK Osijekben, amikor 2–0-ra legyőzték a sereghajtó Rudest a horvát élvonalbeli labdarúgó-bajnokság 29. fordulójában. A 2019–20-as bajnokságban az első gólját az Inter-Zaprešić ellen hazai pályán 3–1-re megnyert mérkőzésen szerezte. 2020. május 31-én, a Horvát Kupa elődöntőjében – a Slobodna Dalmacija a tudósítása és a Horvát labdarúgó-szövetség fegyelmi bizottsága szerint is jogtalanul – kiállították az 56. percben, csapata pedig 2–0-s előnyről 3–2-re kikapott a HNK Rijekától, és nem jutott be a sorozat döntőjébe. A 2019–20-as bajnokságban 24 mérkőzésen 3 gólt szerzett, csapatával a 4. helyen végeztek.
2021. március 19-én a horvát első osztályú labdarúgó bajnokság 26. fordulójában bombagólt lőtt a Lokomotiva Zagreb ellen 2–0 ra megnyert mérkőzésen.
Meg is jegyeztem Lászlónak, talán a Puskás-díjat kívánja elhódítani az esztendő végén. Ez az ember egyszerűen nem képes szimplán, mondjuk úgy, »normális« gólt szerezni, és adja Isten, hogy ezt a jó szokását megtartsa.
2021. március 11-én, a bajnokság 28. fordulójában újabb gólt szerzett, az Osijek pedig 2–2-t játszott a Slaven Belupóval.
A csapat hivatalos Facebook-oldalán  az Osijek szurkolói őt választották meg 2021 áprilisának legjobb eszéki labdarúgójának. A bajnokság 35. fordulójában a Lokomotiva Zagreb elleni 2–0-s győzelem alkalmával idénybeli 31. bajnokiján a ötödik gólját és hatodik gólpasszát szerezte. A befejező, 36. fordulójában az Istra 1961 elleni mérkőzésen újabb gólt szerzett, az ezüstérmes csapat tagjaként (31 bajnoki mérkőzésen lőtt 6 találattal) zárta ezt az idényt. 2021. július 21-én 2023 nyaráig meghosszabbította szerződését az eszéki klubbal.
Győztes gólt szerzett a 2021–2022-es UEFA Európa Konferencia Liga-selejtező 2. fordulójában a Pogoń Szczecin ellen 1–0-ra megnyert mérkőzésen. A klub szurkolói őt választották meg 2021 júliusának legjobb játékosának, ebben a hónapban 4 tétmérkőzésen 1 gólt szerzett. A Hajduk Split ellen (1–1), a 2021–2022-es bajnokság 11. fordulójában szerezte első idénybeli gólját a horvát élvonal aktuális kiírásában.
2022. július 21-én gólt szerzett az Európa-konferencialiga selejtező második fordulójában a kazah Kizilzsar FK ellen 2–1-re megnyert idegenbeli mérkőzésen. Augusztus 20-án játszotta 100. horvát bajnoki mérkőzését a Dinamo Zagreb ellen, gólt is lőtt a találkozón.

#### Panathinaikósz
2023 januártól a görög klubnál folytatta a pályafutását, három és fél évre írt alá. 2023. február 5-én megszerezte első bajnoki gólját a Lamia ellen 2–0-ra megnyert mérkőzésen; az ötödik ország élvonalbeli bajnokságában talált be.

#### Hajduk Split
2024. január 2-án bejelentették, hogy a horvát élvonalban első helyen álló Hajduk Splitnél – az idény végéig kölcsönben – folytatja a pályafutását.

#### Grazer AK
2025  februárjában, miután a szabadon igazolható játékossá vált, a 2024-2025-ös szezon végéig aláírt az osztrák élvonalbeli Grazer AK csapatához.

### A válogatottban
Bernd Storck magyar szövetségi kapitány annak ellenére, hogy klubjában alig jutott szerephez, úgy nyilatkozott róla, hogy ő az egyik legjobb magyar labdarúgó. 2015. november 12-én, első válogatott szereplésén meghálálta ezt a bizalmat, és győztes gólt szerzett idegenben a norvég labdarúgó-válogatott elleni Eb-pótselejtező első mérkőzésén.
Nem csak őt [Kleinheisler Lászlót] fedeztem fel, nagyon sokan az én irányításom alatt csatlakoztak a válogatotthoz. Kleinheisler nem érezte jól magát a csapatában, nem kapott elég játéklehetőséget, de a korosztályos válogatottakban jó meccsei voltak. A norvégok elleni pótselejtező előtt öt napunk volt felmérni a játékát. Nagyon megérdemelt a helye a Bundesligában is.
Részt vett a 2016-os labdarúgó-Európa-bajnokságon. Az osztrákok elleni csoport mérkőzés legjobbjának választották, míg a csoportkör után bekerült az UEFA álomcsapatába. A június 26-i Magyarország–Belgium egyeneskieséses mérkőzés előtti bemelegítés során combizom-húzódást szenvedett, helyette Pintér Ádám kezdett a mérkőzésen.
2018. szeptember 11-én, a görögök ellen 2–1-re megnyert Nemzetek Ligája mérkőzésen megszerezte második gólját a válogatottban.
2021. március 31-én Andorra la Vella Nemzeti Stadionjában lőtte 3. gólját a válogatottban a 4–1-re megnyert világbajnoki selejtező mérkőzésen. A Nemzeti Sport Online szavazásán őt választották az Andorra elleni győztes találkozó legjobb játékosának.
2021. június 1-jén Marco Rossi szövetségi kapitány nevezte őt a magyar válogatott Európa-bajnokságra készülő 26 fős keretébe. 2021. június 19-én a Franciaország ellen 1–1-re végződő Európa-bajnoki csoportmérkőzés legjobbjának választották. A kontinenstornán  a magyar csapat mindhárom csoportmérkőzésén pályára lépett.

## Statisztikái

### Klubcsapatokban
2025. május 23-i állapot szerint.
| Klub            | Szezon         | Bajnokság | Bajnokság | Kupa  | Kupa  | Ligakupa | Ligakupa | Nemzetközi | Nemzetközi | Összesen | Összesen |
| Klub            | Szezon         | Mérk.     | Gólok     | Mérk. | Gólok | Mérk.    | Gólok    | Mérk.      | Gólok      | Mérk.    | Gólok    |
| --------------- | -------------- | --------- | --------- | ----- | ----- | -------- | -------- | ---------- | ---------- | -------- | -------- |
| Puskás Akadémia | 2012–13        | 27        | 8         | —     | —     | —        | —        | —          | —          | 27       | 8        |
| Puskás Akadémia | Összesen       | 27        | 8         | —     | —     | —        | —        | —          | —          | 27       | 8        |
| Videoton        | 2013–14        | 19        | 4         | 2     | 0     | 2        | 0        | 2          | 0          | 25       | 4        |
| Videoton        | 2014–15        | 11        | 0         | 2     | 0     | 6        | 1        | —          | —          | 19       | 1        |
| Videoton        | Összesen       | 30        | 4         | 4     | 0     | 8        | 1        | 2          | 0          | 44       | 5        |
| Puskás Akadémia | 2014–15        | 12        | 0         | —     | —     | —        | —        | —          | —          | 12       | 0        |
| Puskás Akadémia | Összesen       | 12        | 0         | —     | —     | —        | —        | —          | —          | 12       | 0        |
| Werder Bremen   | 2015–16        | 6         | 0         | 1     | 0     | —        | —        | —          | —          | 7        | 0        |
| Werder Bremen   | Összesen       | 6         | 0         | 1     | 0     | —        | —        | —          | —          | 7        | 0        |
| Darmstadt       | 2016–17        | 12        | 1         | 1     | 0     | —        | —        | —          | —          | 13       | 1        |
| Darmstadt       | Összesen       | 12        | 1         | 1     | 0     | —        | —        | —          | —          | 13       | 1        |
| Ferencváros     | 2016–17        | 10        | 0         | 5     | 0     | —        | —        | —          | —          | 15       | 0        |
| Ferencváros     | Összesen       | 10        | 0         | 5     | 0     | —        | —        | —          | —          | 15       | 0        |
| Asztana         | 2017           | 4         | 0         | —     | —     | —        | —        | 6          | 0          | 10       | 0        |
| Asztana         | 2018           | 28        | 0         | 1     | 0     | —        | —        | 15         | 2          | 44       | 2        |
| Asztana         | Összesen       | 32        | 0         | 1     | 0     | —        | —        | 21         | 2          | 54       | 2        |
| Osijek          |                |           |           |       |       |          |          |            |            |          |          |
| 2018–19         | 10             | 1         | 1         | 0     | —     | —        | —        | —          | 11         | 1        |          |
| 2019–20         | 24             | 3         | 3         | 0     | —     | —        | 2        | 0          | 29         | 3        |          |
| 2020–21         | 31             | 6         | 2         | 0     | —     | —        | 1        | 0          | 34         | 6        |          |
| 2021–22         | 30             | 2         | 3         | 0     | —     | —        | 4        | 1          | 37         | 3        |          |
| 2022–23         | 16             | 6         | 2         | 1     | —     | —        | 2        | 1          | 20         | 8        |          |
| Összesen        | 111            | 18        | 11        | 1     | —     | —        | 9        | 2          | 131        | 21       |          |
| Panathinaikósz  | 2022–23        | 15        | 2         | 1     | 0     | —        | —        | —          | —          | 16       | 2        |
| Panathinaikósz  | 2023–24        | 2         | 0         | —     | —     | —        | —        | 3          | 0          | 5        | 0        |
| Panathinaikósz  | 2024–25        | —         | —         | —     | —     | —        | —        | —          | —          | —        | —        |
| Panathinaikósz  | Összesen       | 17        | 2         | 1     | 0     | —        | —        | 3          | 0          | 21       | 2        |
| Hajduk Split    | 2023–24        | 12        | 0         | 2     | 1     | —        | —        | —          | —          | 14       | 1        |
| Hajduk Split    | Összesen       | 12        | 0         | 2     | 1     | —        | —        | —          | —          | 14       | 1        |
| Grazer AK       | 2024–25        | 13        | 0         | —     | —     | —        | —        | —          | —          | 13       | 0        |
| Grazer AK       | Összesen       | 13        | 0         | —     | —     | —        | —        | —          | —          | 13       | 0        |
| Karrier összes  | Karrier összes | 282       | 33        | 26    | 2     | 8        | 1        | 35         | 4          | 351      | 40       |

### A válogatottban
| Magyarország | Magyarország | Magyarország |
| Év           | Mérk.        | Gólok        |
| ------------ | ------------ | ------------ |
| 2015         | 2            | 1            |
| 2016         | 9            | 0            |
| 2017         | 2            | 0            |
| 2018         | 10           | 1            |
| 2019         | 6            | 0            |
| 2020         | —            | —            |
| 2021         | 12           | 1            |
| 2022         | 3            | 0            |
| 2023         | 3            | 0            |
| 2024         | 6            | 0            |
| Összesen     | 53           | 3            |

### Mérkőzései a válogatottban
| Magyarország | Magyarország         | Magyarország                              | Magyarország     | Magyarország | Magyarország     | Magyarország    | Magyarország | Magyarország |
| #            | Dátum                | Helyszín                                  | Hazai            | Eredmény     | Vendég           | Kiírás          | Gólok        | Esemény      |
| ------------ | -------------------- | ----------------------------------------- | ---------------- | ------------ | ---------------- | --------------- | ------------ | ------------ |
| 1.           | 2015. november 12.   | Oslo, Ullevaal Stadion                    | Norvégia         | 0 – 1        | Magyarország     | Eb-selejtező    | 1            | 26' 72'      |
| 2.           | 2015. november 15.   | Budapest, Groupama Aréna                  | Magyarország     | 2 – 1        | Norvégia         | Eb-selejtező    | -            | 75'          |
| 3.           | 2016. március 26.    | Budapest, Groupama Aréna                  | Magyarország     | 1 – 1        | Horvátország     | barátságos      | -            | 80'          |
| 4.           | 2016. május 20.      | Budapest, Groupama Aréna                  | Magyarország     | 0 – 0        | Elefántcsontpart | barátságos      | -            | 46'          |
| 5.           | 2016. június 4.      | Gelsenkirchen, Veltins-Arena              | Németország      | 2 – 0        | Magyarország     | barátságos      | -            | 42' 82'      |
| 6.           | 2016. június 14.     | Bordeaux, Stade Bordeaux-Atlantique (FRA) | Ausztria         | 0 – 2        | Magyarország     | Eb-csoportkör   | -            | 79'          |
| 7.           | 2016. június 18.     | Marseille, Stade Vélodrome (FRA)          | Izland           | 1 – 1        | Magyarország     | Eb-csoportkör   | -            | 83'          |
| 8.           | 2016. szeptember 6.  | Tórshavn, Tórsvøllur Stadion              | Feröer           | 0 – 0        | Magyarország     | vb-selejtező    | -            | 42' 80'      |
| 9.           | 2016. október 7.     | Budapest, Groupama Aréna                  | Magyarország     | 2 – 3        | Svájc            | vb-selejtező    | -            | 76'          |
| 10.          | 2016. október 10.    | Riga, Skonto stadion                      | Lettország       | 0 – 2        | Magyarország     | vb-selejtező    | -            | 46'          |
| 11.          | 2016. november 13.   | Budapest, Groupama Aréna                  | Magyarország     | 4 – 0        | Andorra          | vb-selejtező    | -            | 15' 74'      |
| 12.          | 2017. június 5.      | Budapest, Groupama Aréna                  | Magyarország     | 0 – 3        | Oroszország      | barátságos      | -            | 70' 80'      |
| 13.          | 2017. június 9.      | Andorra la Vella, Estadi Nacional         | Andorra          | 1 – 0        | Magyarország     | vb-selejtező    | -            |              |
| 14.          | 2018. március 23.    | Budapest, Groupama Aréna                  | Magyarország     | 2 – 3        | Kazahsztán       | barátságos      | -            | 48' 72'      |
| 15.          | 2018. március 27.    | Budapest, Groupama Aréna                  | Magyarország     | 0 – 1        | Skócia           | barátságos      | -            | 67'          |
| 16.          | 2018. június 6.      | Breszt, Regionaler Sportkomplex Brest     | Fehéroroszország | 1 – 1        | Magyarország     | barátságos      | -            | 78'          |
| 17.          | 2018. június 9.      | Budapest, Groupama Aréna                  | Magyarország     | 1 – 2        | Ausztrália       | barátságos      | -            | 66'          |
| 18.          | 2018. szeptember 8.  | Tampere, Tampere Stadion                  | Finnország       | 1 – 0        | Magyarország     | Nemzetek Ligája | -            |              |
| 19.          | 2018. szeptember 11. | Budapest, Groupama Aréna                  | Magyarország     | 2 – 1        | Görögország      | Nemzetek Ligája | 1            | 42'          |
| 20.          | 2018. október 12.    | Athén, Olimpiai Stadion                   | Görögország      | 1 – 0        | Magyarország     | Nemzetek Ligája | -            | 60'          |
| 21.          | 2018. október 15.    | Tallinn, A. Le Coq Aréna                  | Észtország       | 3 – 3        | Magyarország     | Nemzetek Ligája | -            | 68'          |
| 22.          | 2018. november 15.   | Budapest, Groupama Aréna                  | Magyarország     | 2 – 0        | Észtország       | Nemzetek Ligája | -            | 83'          |
| 23.          | 2018. november 18.   | Budapest, Groupama Aréna                  | Magyarország     | 2 – 0        | Finnország       | Nemzetek Ligája | -            |              |
| 24.          | 2019. március 21.    | Nagyszombat, Anton Malatinský Stadion     | Szlovákia        | 2 – 0        | Magyarország     | Eb-selejtező    | -            | 55'          |
| 25.          | 2019. június 8.      | Baku, Olimpiai Stadion                    | Azerbajdzsán     | 1 – 3        | Magyarország     | Eb-selejtező    | -            | 67' 72'      |
| 26.          | 2019. június 11.     | Budapest, Groupama Aréna                  | Magyarország     | 1 – 0        | Wales            | Eb-selejtező    | -            | 70'          |
| 27.          | 2019. szeptember 5.  | Podgorica, Podgoricai Stadion             | Montenegró       | 2 – 1        | Magyarország     | barátságos      | -            | 46'          |
| 28.          | 2019. szeptember 9.  | Budapest, Groupama Aréna                  | Magyarország     | 1 – 2        | Szlovákia        | Eb-selejtező    | -            | 85'          |
| 29.          | 2019. október 10.    | Split, Poljud Stadion                     | Horvátország     | 3 – 0        | Magyarország     | Eb-selejtező    | -            | 18' 56′      |
| 30.          | 2021. március 25.    | Budapest, Puskás Aréna                    | Magyarország     | 3 – 3        | Lengyelország    | vb-selejtező    | -            |              |
| 31.          | 2021. március 28.    | Serravalle, Stadio Olimpico               | San Marino       | 0 – 3        | Magyarország     | vb-selejtező    | -            | 62'          |
| 32.          | 2021. március 31.    | Andorra la Vella, Estadi Nacional         | Andorra          | 1 – 4        | Magyarország     | vb-selejtező    | 1            | 58' 83'      |
| 33.          | 2021. június 4.      | Budapest, Szusza Ferenc Stadion           | Magyarország     | 1 – 0        | Ciprus           | barátságos      | -            | 48'          |
| 34.          | 2021. június 8.      | Budapest, Szusza Ferenc Stadion           | Magyarország     | 0 – 0        | Írország         | barátságos      | -            | 63'          |
| 35.          | 2021. június 15.     | Budapest, Puskás Aréna                    | Magyarország     | 0 – 3        | Portugália       | Eb-csoportkör   | -            | 78'          |
| 36.          | 2021. június 19.     | Budapest, Puskás Aréna                    | Magyarország     | 1 – 1        | Franciaország    | Eb-csoportkör   | -            | 84'          |
| 37.          | 2021. június 23.     | München, Allianz Arena                    | Németország      | 2 – 2        | Magyarország     | Eb-csoportkör   | -            | 88'          |
| 38.          | 2021. szeptember 2.  | Budapest, Puskás Aréna                    | Magyarország     | 0 – 4        | Anglia           | vb-selejtező    | -            | 82'          |
| 39.          | 2021. szeptember 5.  | Elbasan, Elbasan Aréna                    | Albánia          | 1 – 0        | Magyarország     | vb-selejtező    | -            | 90+3'        |
| 40.          | 2021. szeptember 8.  | Budapest, Puskás Aréna                    | Magyarország     | 2 – 1        | Andorra          | vb-selejtező    | -            | 46'          |
| 41.          | 2021. október 9.     | Budapest, Puskás Aréna                    | Magyarország     | 0 – 1        | Albánia          | vb-selejtező    | -            | 71' 89'      |
| 42.          | 2022. június 4.      | Budapest, Puskás Aréna                    | Magyarország     | 1 – 0        | Anglia           | Nemzetek Ligája | -            | 71'          |
| 43.          | 2022. szeptember 23. | Lipcse, Red Bull Arena                    | Németország      | 0 – 1        | Magyarország     | Nemzetek Ligája | -            | 67'          |
| 44.          | 2022. szeptember 26. | Budapest, Puskás Aréna                    | Magyarország     | 0 – 2        | Olaszország      | Nemzetek Ligája | -            | 85'          |
| 45.          | 2023. március 23.    | Budapest, Puskás Aréna                    | Magyarország     | 1 – 0        | Észtország       | barátságos      | -            | 60'          |
| 46.          | 2023. március 27.    | Budapest, Puskás Aréna                    | Magyarország     | 3 – 0        | Bulgária         | Eb-selejtező    | -            | 73'          |
| 47.          | 2023. június 20.     | Budapest, Puskás Aréna                    | Magyarország     | 2 – 0        | Litvánia         | Eb-selejtező    | -            | 60'          |
| 48.          | 2024. március 22.    | Budapest, Puskás Aréna                    | Magyarország     | 1 – 0        | Törökország      | barátságos      | -            | 80' 90+6'    |
| 49.          | 2024. március 26.    | Budapest, Puskás Aréna                    | Magyarország     | 2 – 0        | Koszovó          | barátságos      | -            | 46'          |
| 50.          | 2024. június 4.      | Dublin, Aviva Stadion                     | Írország         | 2 – 1        | Magyarország     | barátságos      | -            | 61'          |
| 51.          | 2024. június 8.      | Debrecen, Nagyerdei stadion               | Magyarország     | 3 – 0        | Izrael           | barátságos      | -            | 41' 60'      |
| 52.          | 2024. június 15.     | Köln, RheinEnergieStadion (GER)           | Magyarország     | 1 – 3        | Svájc            | Eb-csoportkör   | -            | 67'          |
| 53.          | 2024. június 19.     | Stuttgart, MHPArena                       | Németország      | 2 – 0        | Magyarország     | Eb-csoportkör   | -            | 64'          |
|              | Összesen             |                                           |                  | 53           | mérkőzés         |                 | 3            | gól          |

## Sikerei, díjai
Magyarország
- Európa-bajnokság-nyolcaddöntő: 2016

### Klubcsapatokkal
Videoton
- Magyar bajnok: 2014–15[64]

 Ferencváros
- Magyar kupa-győztes: 2017

 Asztana
- Kazak bajnok (2): 2017,[65] 2018[26]
- Kazak szuperkupa-győztes: 2018[66]

 Osijek
- Horvát bajnoki bronzérmes (2): 2018–19, 2021–22
- Horvát bajnoki ezüstérmes: 2020–21[67]